# Zweitstimme
Die Zweitstimme ist bei der Wahl zum Deutschen Bundestag die grundsätzlich maßgebliche Stimme für die Sitzverteilung an die Parteien. Mit ihr wählt der Wähler eine Partei, deren Kandidaten auf einer Landesliste zusammengestellt werden. Neben der Zweitstimme kann der Wähler eine Erststimme abgeben, mit der er für einen Bewerber im Wahlkreis stimmt. Die Gültigkeit der Zweitstimme bleibt von einer eventuellen Ungültigkeit der Erststimme unberührt (§ 39 BWahlG).
Bei manchen deutschen Landeswahlsystemen wird die der Zweitstimme entsprechende Stimme als Listenstimme (Sachsen) oder Landesstimme (Thüringen, Rheinland-Pfalz, Hessen) bezeichnet. Die Umbenennung der Zweitstimme bei der Bundestagswahl in Listenstimme wurde vorgeschlagen.

## Geschichte
Das System der zwei Stimmen gibt es in Deutschland seit 1953. Die Umstellung auf die personalisierte Verhältniswahl mit Erst- und Zweitstimme erfolgte zusammen mit der Einführung der bundesweiten Fünf-Prozent-Hürde zur zweiten Bundestagswahl 1953 (Bundeswahlgesetz vom 25. Juni 1953). Die Sitzverteilung erfolgte seit der Bundestagswahl 1987 nach dem Hare/Niemeyer-Verfahren. Nach einer im Januar 2008 beschlossenen Gesetzesänderung erfolgt die Sitzverteilung künftig nach dem Sainte-Laguë/Schepers-Verfahren.

## Verteilung auf Mandate
Alle mindestens 598 Proporzmandate werden nach ihren bundesweiten Zweitstimmenzahlen auf die Parteien verteilt, die bundesweit mindestens 5 Prozent der gültigen Zweitstimmen auf sich vereinen (siehe Sperrklausel) oder mindestens drei Direktmandate erringen (Grundmandats-, Direktmandats- oder Alternativklausel).
Der Anteil der Bundestagssitze einer Partei entspricht damit in etwa ihrem Anteil der erhaltenen Wahlstimmen. Verzerrungen entstehen durch die Sperrklausel. Gemäß § 6 Absatz 1 Satz 2 des Bundeswahlgesetzes bleiben die Zweitstimmen derjenigen Wähler für die Sitzverteilung unberücksichtigt, die mit ihrer Erststimme für einen erfolgreichen Bewerber gestimmt haben, der entweder nicht von einer Partei aufgestellt wurde, die auch mit einer Landesliste kandidiert oder (dies gilt erst seit 2011) von einer Partei aufgestellt wurde, die an der Sperrklausel gescheitert ist. Mit dieser Regelung soll eine faktisch zweifache Einflussnahme dieser Wähler auf die Zusammensetzung des Deutschen Bundestages verhindert werden.

## Wahlstatistik
Da bei Bundestagswahlen Erst- und Zweitstimme auf einem einzigen Stimmzettel abgegeben werden, ist das Wahlverhalten in Bezug auf eine getrennte Vergabe von Erst- und Zweitstimme für Auswertungen im Rahmen der allgemeinen Wahlstatistik zugänglich. Bei der Bundestagswahl 2013 vergaben bei der CDU 89,8 % ihrer Zweitstimmenwähler auch die Erststimme an sie. Bei der SPD betrug der entsprechende Wert 84,1 %, bei der CSU 92,3 %. Bei den kleineren Parteien ist das Stimmensplitting häufiger, weil bei ihnen in der Regel nicht erwartet wird, dass sie im jeweiligen Wahlkreis die mandatsrelevante Erststimmenmehrheit erreichen. Trotzdem wählten 69,2 % der Linke-Zweitstimmenwähler diese Partei auch mit der Erststimme, bei den Grünen waren es entsprechend 51,4 %, bei der FDP 27,4 %.
Die Erststimmenvergabe durch Zweitstimmen-Wähler der kleineren Parteien kann durch die Person des Direktkandidaten beeinflusst sein, aber auch durch sekundäre Parteisympathien. Bei der FDP ist signifikant, dass ihre Zweitstimmen-Wähler während der sozialliberalen Koalition mit der Erststimme 1976 zu 29,9 % und 1980 zu 35,5 % den SPD-Direktkandidaten unterstützten, bei der ersten Wahl nach dem Koalitionswechsel 1983 zu 58,3 % den CDU/CSU-Kandidaten und der Wert bei den Folgewahlen hohe Schwankungen zeigte. Bei der Bundestagswahl 2013 betrug er 63,1 %. Die Zweitstimmenwähler der Grünen vergaben ihre Erststimme bei dieser Wahl zu 34,4 % an die SPD, die der Linken zu 15,7 %.

## Belege
1. ↑  Ein neues Betriebssystem. Abgerufen am 8. Oktober 2023.
2. ↑  Informationen des Bundeswahlleiters: Wahl zum 18. Deutschen Bundestag am 22. September 2013 (Memento vom 2. Februar 2014 im Internet Archive), Heft 4 der Wahlstatistik, S. 24.